# Кок, Мелани
Мелани Кок (англ. Melanie Kok; род. 4 ноября 1983, Тандер-Бей, Онтарио) — канадская гребчиха, выступавшая за сборную Канады по академической гребле в период 2005—2011 годов. Бронзовая призёрка летних Олимпийских игр в Пекине, чемпионка мира, обладательница серебряной медали Панамериканских игр, победительница и призёрка регат национального значения.

## Биография
Мелани Кок родилась 4 ноября 1983 года в городе Тандер-Бей провинции Онтарио, Канада.
Занималась академической греблей на протяжении всех четырёх лет учёбы в Виргинском университете в США, была капитаном университетской гребной команды «Виргиния Кавальерс», в составе которой в 2006 и 2007 годах дважды подряд получала статус всеамериканской спортсменки. Позже поступила в Университет Макмастера, где продолжила тренироваться и выступать.
Первого серьёзного успеха на взрослом международном уровне добилась в сезоне 2005 года, когда вошла в основной состав канадской национальной сборной и побывала на чемпионате мира в Гифу, откуда привезла награду золотого достоинства, выигранную в зачёте парных четвёрок лёгкого веса.
На мировом первенстве 2006 года в Итоне попасть в число призёров не смогла — финишировала в двойках четвёртой.
В 2007 году на чемпионате мира в Мюнхене стала бронзовой призёркой в лёгких одиночках, пропустив вперёд Марит ван Эйпен из Нидерландов и Дженнифер Голдсак из США.
В 2008 году в двойках получила золото и бронзу на этапах Кубка мира в Познани и Люцерне соответственно. Благодаря череде удачных выступлений удостоилась права защищать честь страны на летних Олимпийских играх 2008 года в Пекине — вместе с напарницей Трейси Кэмерон заняла третье место в программе парных двоек лёгкого веса, уступив в финале только экипажам из Нидерландов и Финляндии — тем самым завоевала бронзовую олимпийскую медаль.
После пекинской Олимпиады Кок приняла решение завершить спортивную карьеру и продолжила учёбу, в частности получила степень доктора философии по нейронаукам в Университете Западного Онтарио.
В 2011 году ненадолго вернулась в гребную команду Канады и выступила на Панамериканских играх в Гвадалахаре, где выиграла серебряную медаль в зачёте парных четвёрок.